# 제천 청풍 응청각
제천 청풍 응청각(堤川 淸風 凝淸閣)은 충청북도 제천시 청풍면, 청풍문화재단지에 있는 조선시대 관아의 누각건물이다. 1981년 5월 1일 충청북도의 유형문화재 제90호 제천청풍 응청각(堤川淸風 凝淸閣)으로 지정되었으나, 2013년 1월 18일 현재의 문화재 명칭으로 변경되었다.

## 개요
조선시대 관아의 누각건물로 19세기 초에 지어진 것으로 보인다. 원래 청풍부 소재지인 청풍면 읍리 343번지, 즉 청풍부 객사 누각인 한벽루 옆에 나란히 세워졌던 2층 누각이었는데, 충주댐 공사로 인하여 지금의 위치로 옮겨지었다.
앞면 3칸·옆면 2칸의 규모이며, 지붕 옆면이 여덟 팔(八)자 모양의 화려한 팔작지붕집이다. 1단의 기단 위에 세웠는데, 1층은 둥근 기둥을 세우고 그 사이를 흙벽으로 막아 창고로 사용한 듯하다. 2층은 앞면만 둥근 기둥을 세우고 나머지는 네모 기둥을 세웠으며 난간을 둘렀다. 동남쪽으로 3단의 나무계단을 설치하여 오르내릴 수 있게 하였다.
단청이나 다른 색칠을 하지 않고 목재면을 그대로 둔 집으로 비교적 소박한 누각이다.

## 같이 보기
- 청풍문화재단지

## 참고 자료
- 제천 청풍 응청각 - 국가유산청 국가유산포털